# Anserine
Anserinae este o subfamilie din familia păsărilor de apă Anatidae. Aceasta include lebedele și gâștele. Conform unor concepte sistematice alternative (a se vedea, de exemplu, Terres & NAS, 1991), aceasta este împărțită în două subfamilii: Anserinae conține gâștele și rațele, în timp ce Cygninae conține lebedele.

## Sistematică
Subfamilia include următoarele genuri și specii:
- Lebede (tribul Cygnini)
  - Cygnus – 6 specii
    - lebădă neagră (Cygnus atratus)
    - lebădă trompetistă (Cygnus buccinator)
    - lebădă mică (Cygnus columbianus)
    - lebădă de iarnă (Cygnus cygnus)
    - lebădă cu gât negru (Cygnus melanocoryphus)
    - lebădă mută (Cygnus olor)

  - Coscoroba – 1 specie
    - coscoroba alb (Coscoroba coscoroba)

- Gâște (tribul Anserini)
  - Anser – gâște gri și albe, – 11 specii
    - gâscă de vară (Anser anser)
    - gârliță mare (Anser albifrons)
    - gâscă cu cioc scurt (Anser brachyrhynchus)
    - gâscă de zăpadă (Anser caerulescens)
    - gâscă imperială (Anser canagicus)
    - gâscă chinezească (Anser cygnoides)
    - gâscă de semănătură (Anser fabalis)
    - gâscă de India (Anser indicus)
    - gârliță mică (Anser erythropus)
    - gâsca lui Ross (Anser rossii)
    - gâscă de tundră (Anser serrirostris)

  - Branta – gâște negre, – 6 specii
    - gâscă neagră (Branta bernicla)
    - gâscă canadiană (Branta canadensis)
    - gâscă nordică (Branta hutchinsii)
    - gâscă călugăriță (Branta leucopsis)
    - gâscă cu gât roșu (Branta ruficollis)
    - gâscă hawaiană (Branta sandvicensis)

- Alte păsări numite gâște
  - Cereopsis (Latham, 1802) – 1 specie
    - Cereopsis novaehollandiae

Înainte, următoarele gâște albe au fost separate în genul Chen. Majoritatea lucrărilor ornitologice includ acum Chen în Anser.
- Anser caerulescens
- Anser rossii
- Anser canagicus

## Galerie

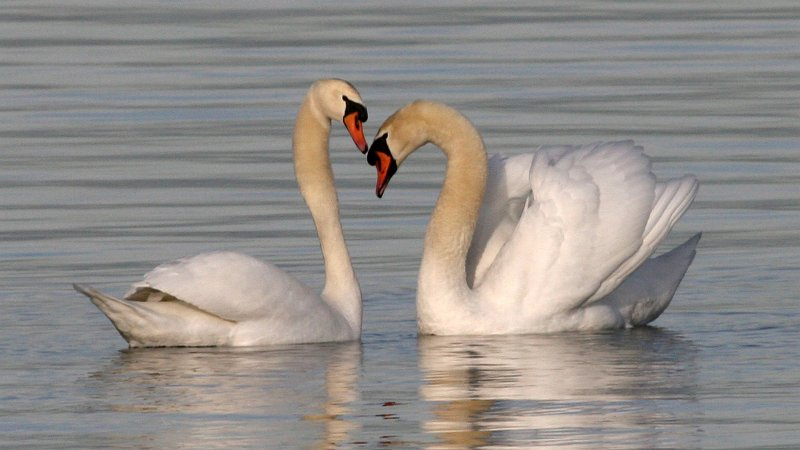
lebădă mută (Cygnus olor)
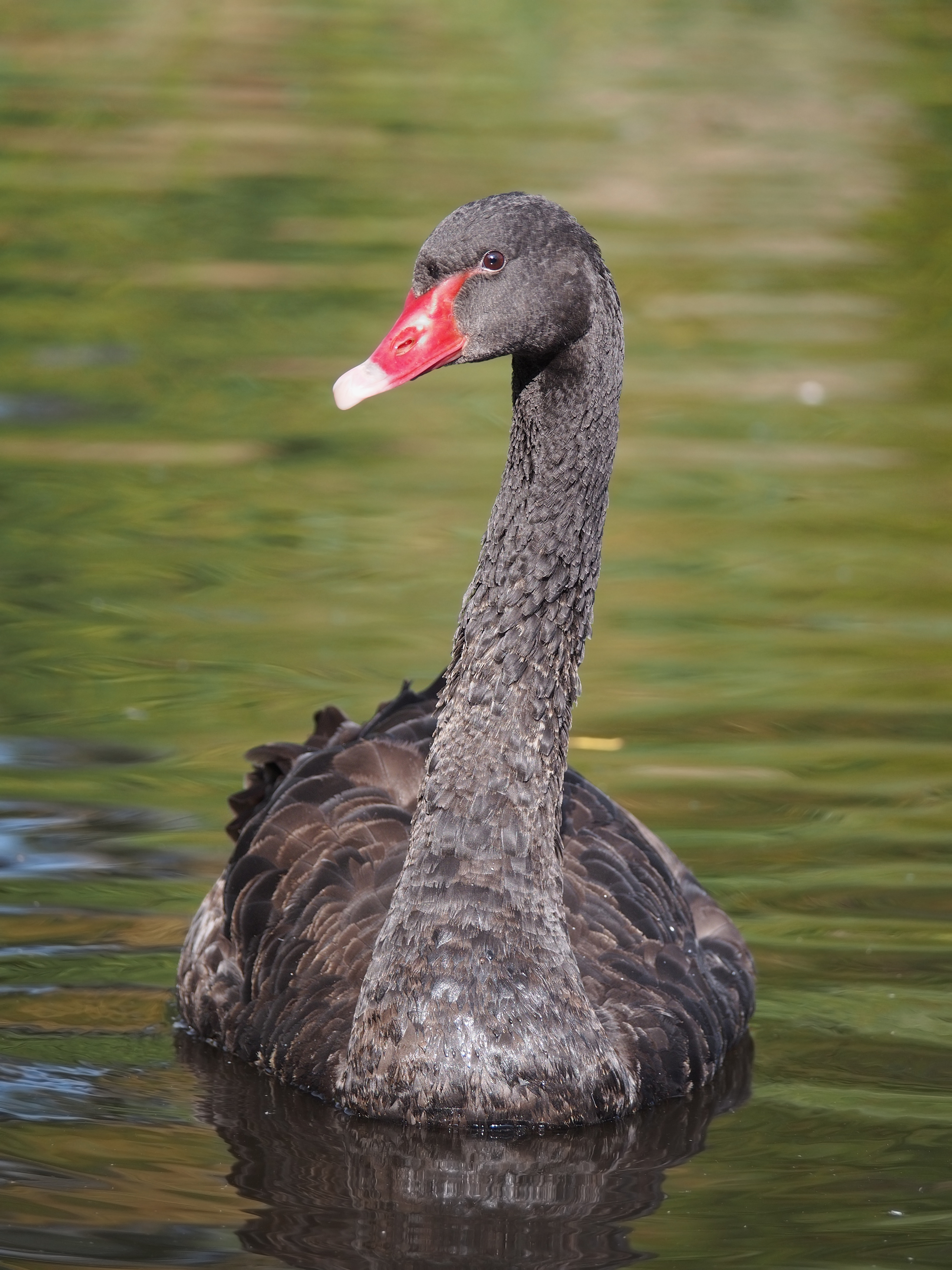
lebădă neagră (Cygnus atratus)
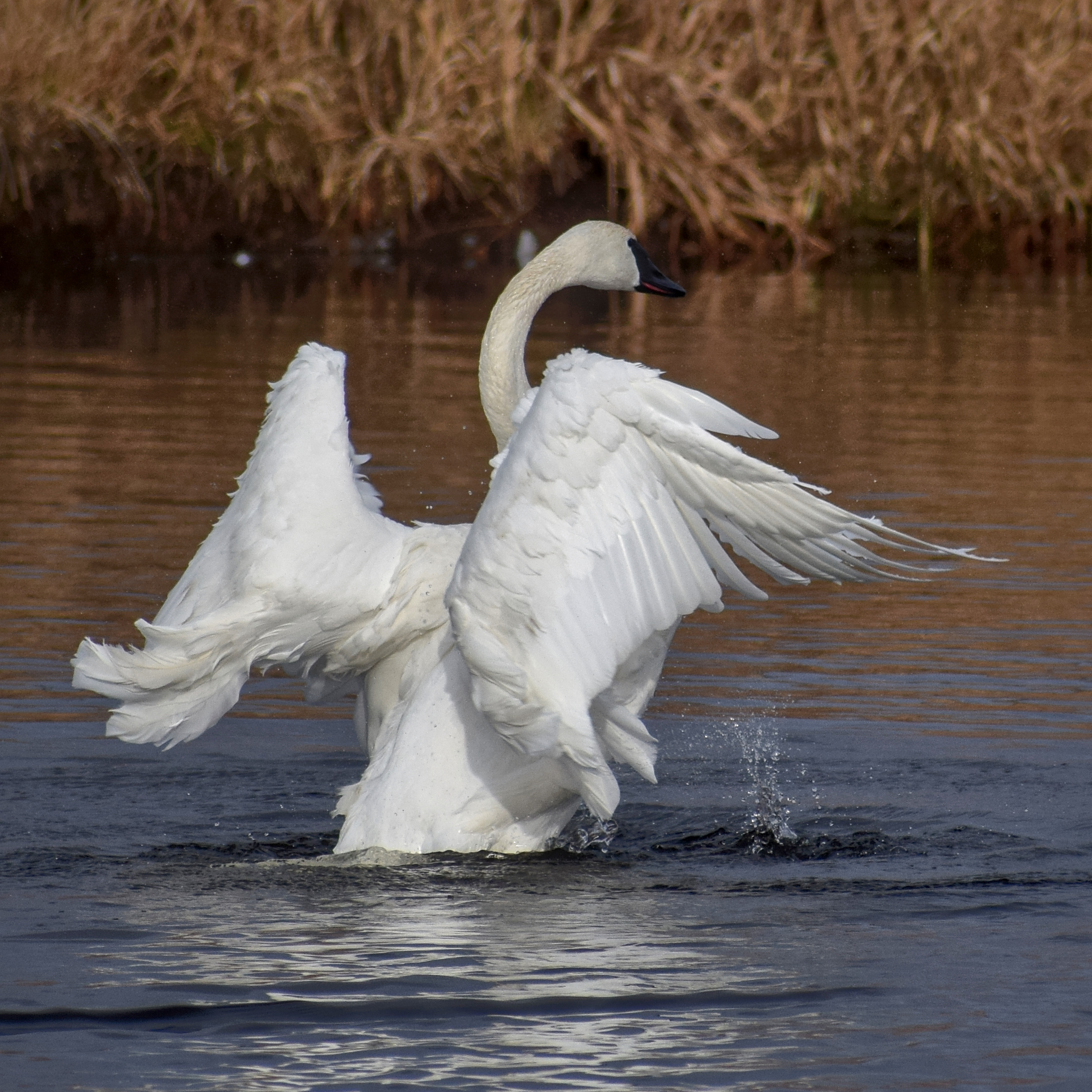
lebădă trompetistă (Cygnus buccinator)
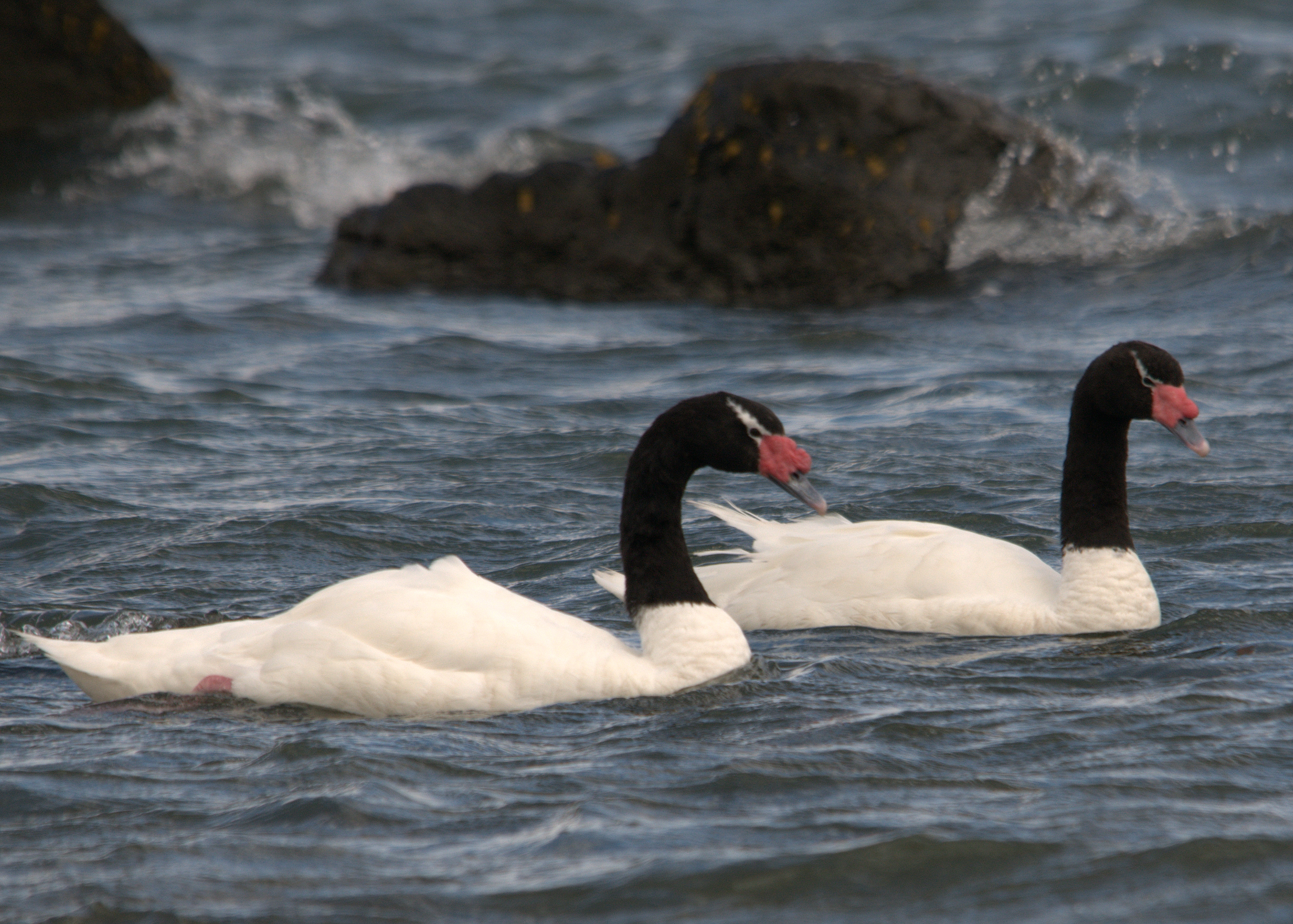
lebădă cu gât negru (Cygnus melanocoryphus)
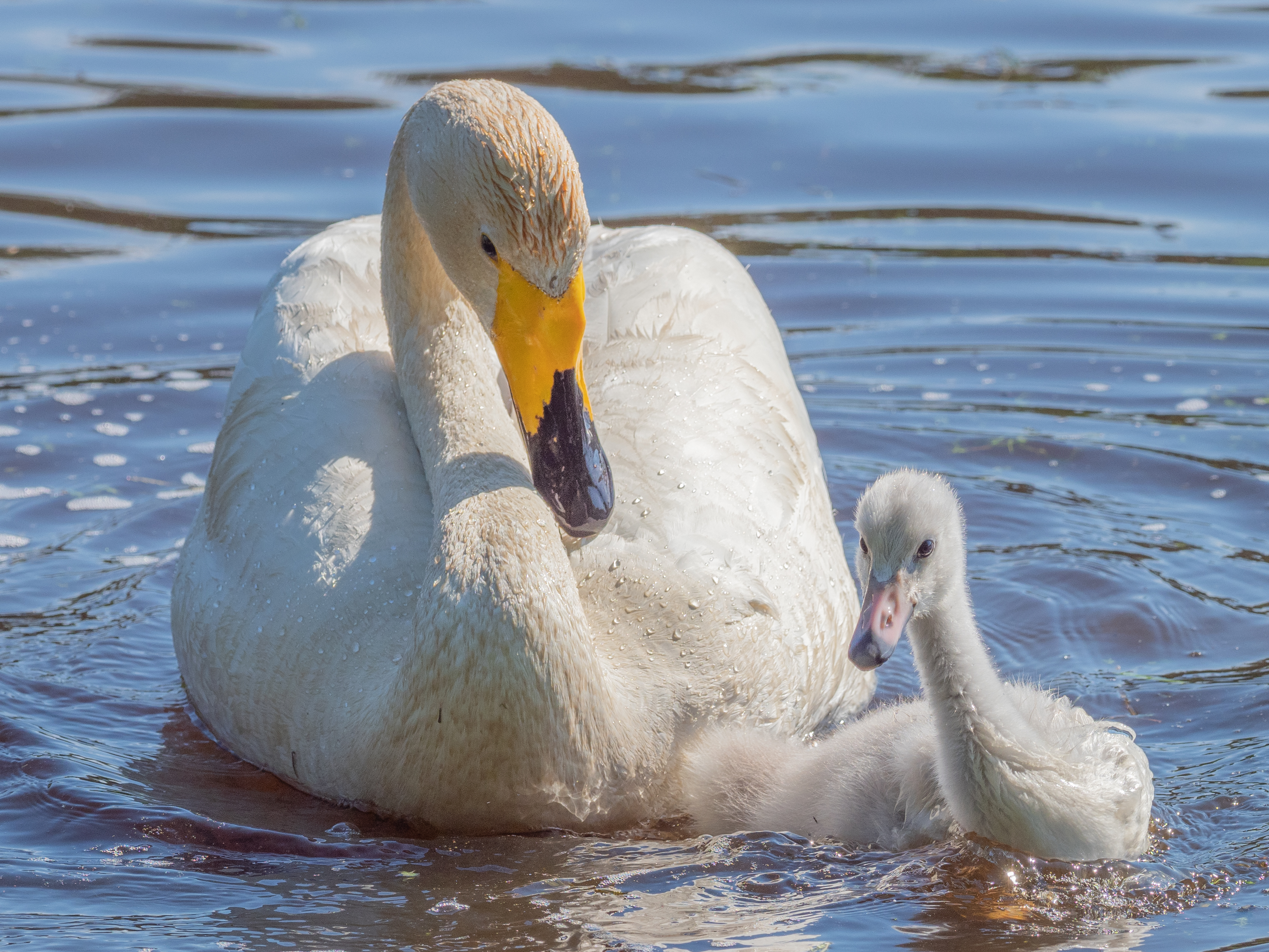
lebădă de iarnă (Cygnus cygnus)
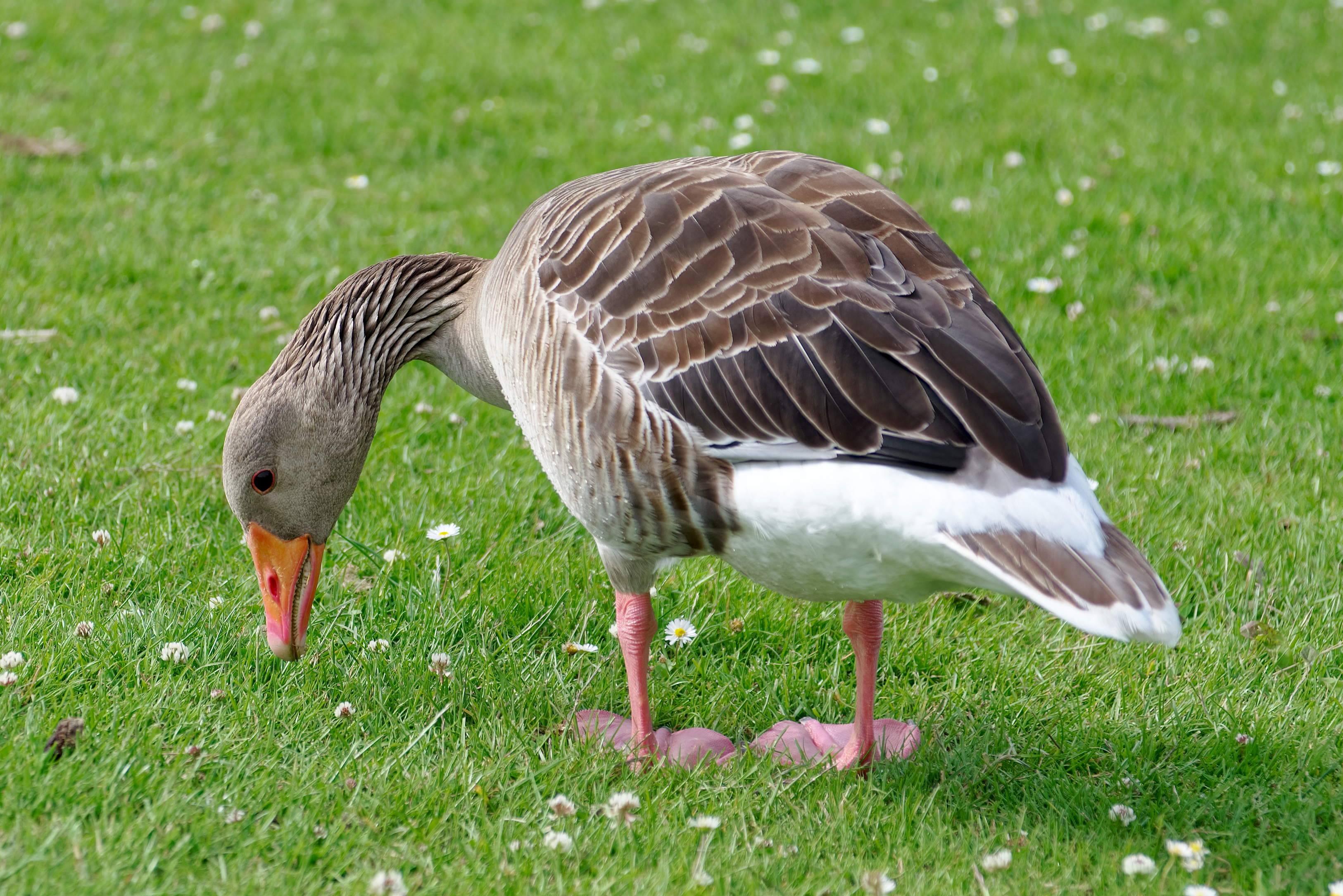
gâscă de vară (Anser anser)
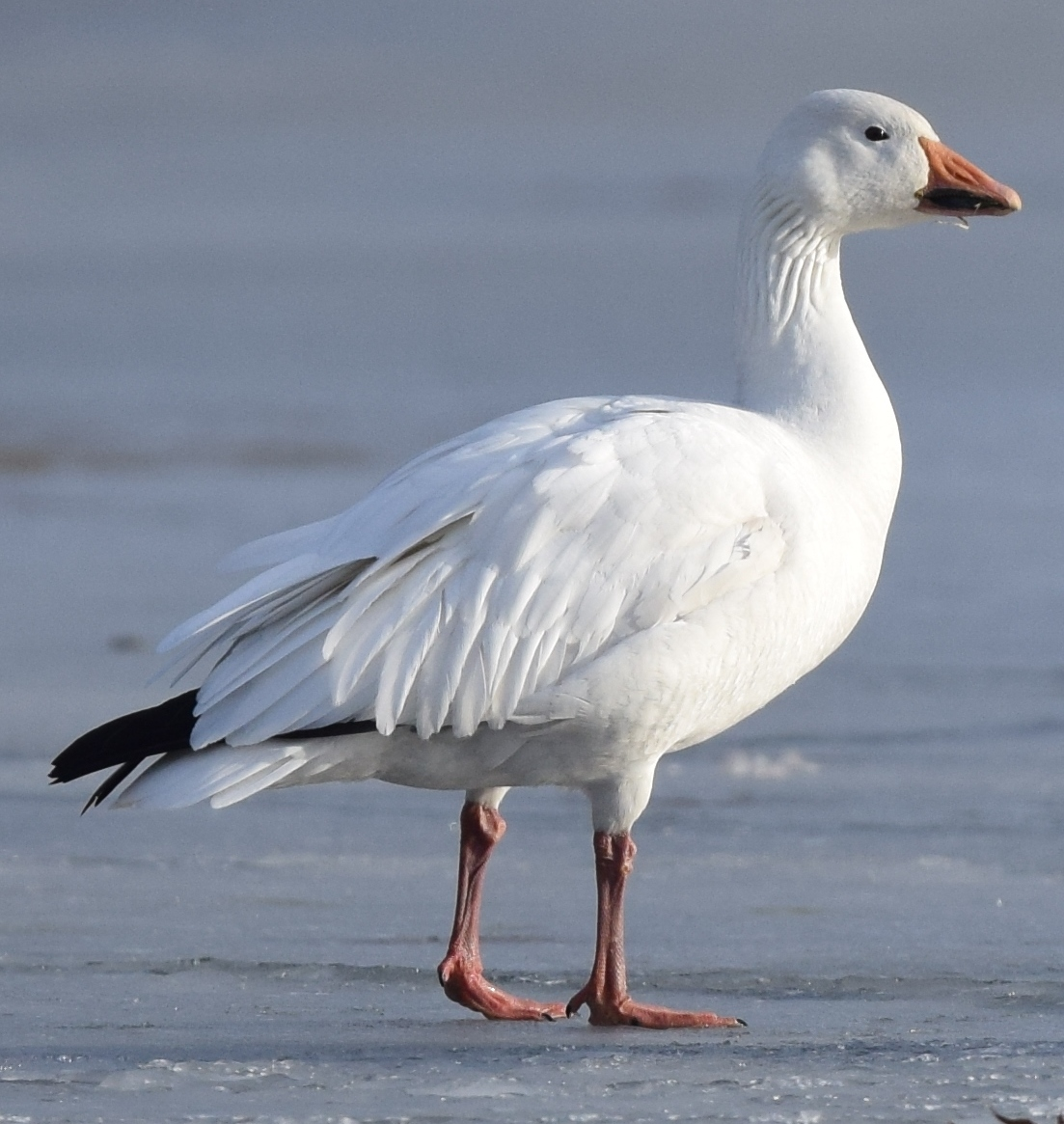
gâscă de zăpadă (Anser caerulescens)
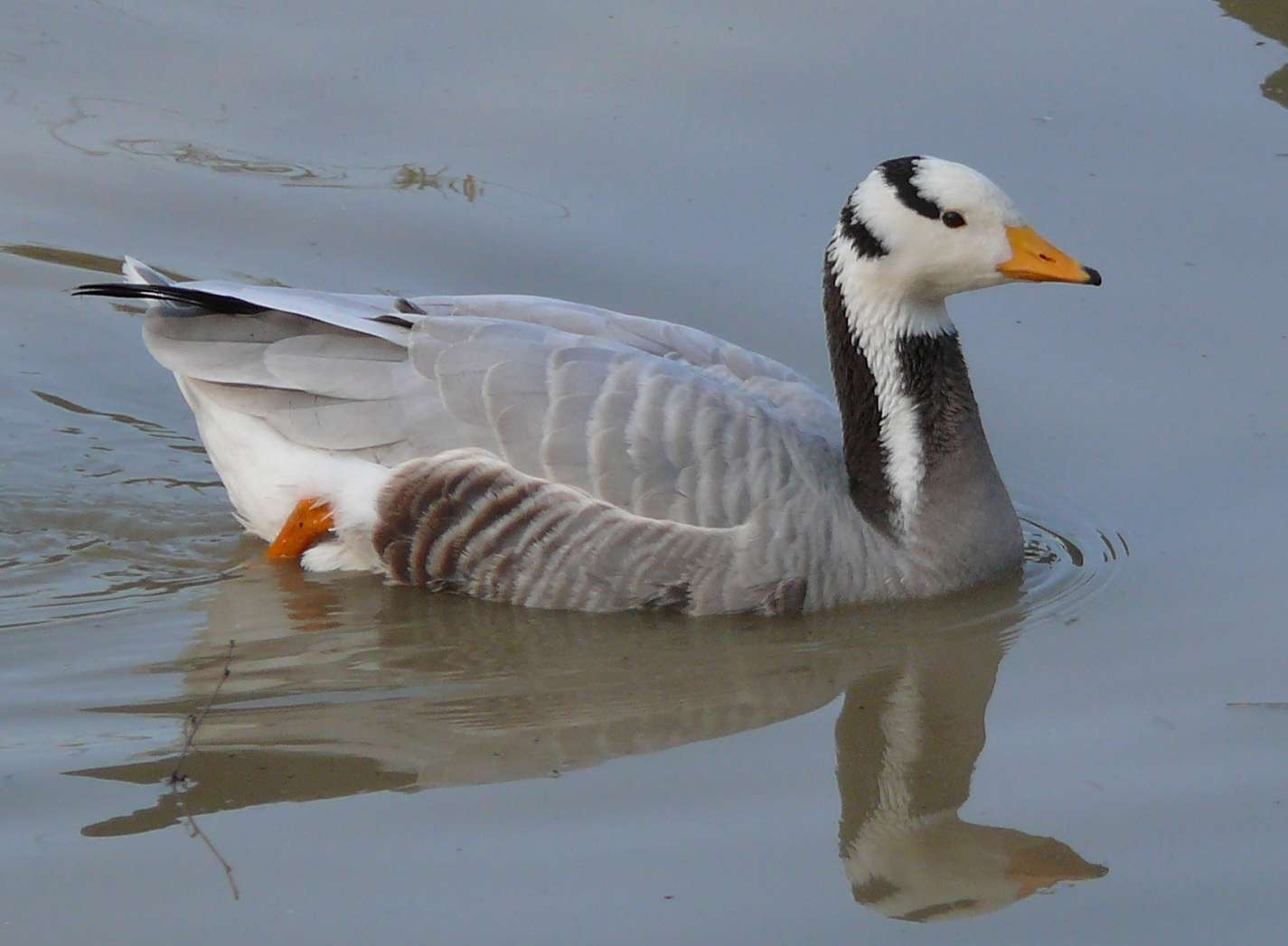
gâscă de India (Anser indicus)
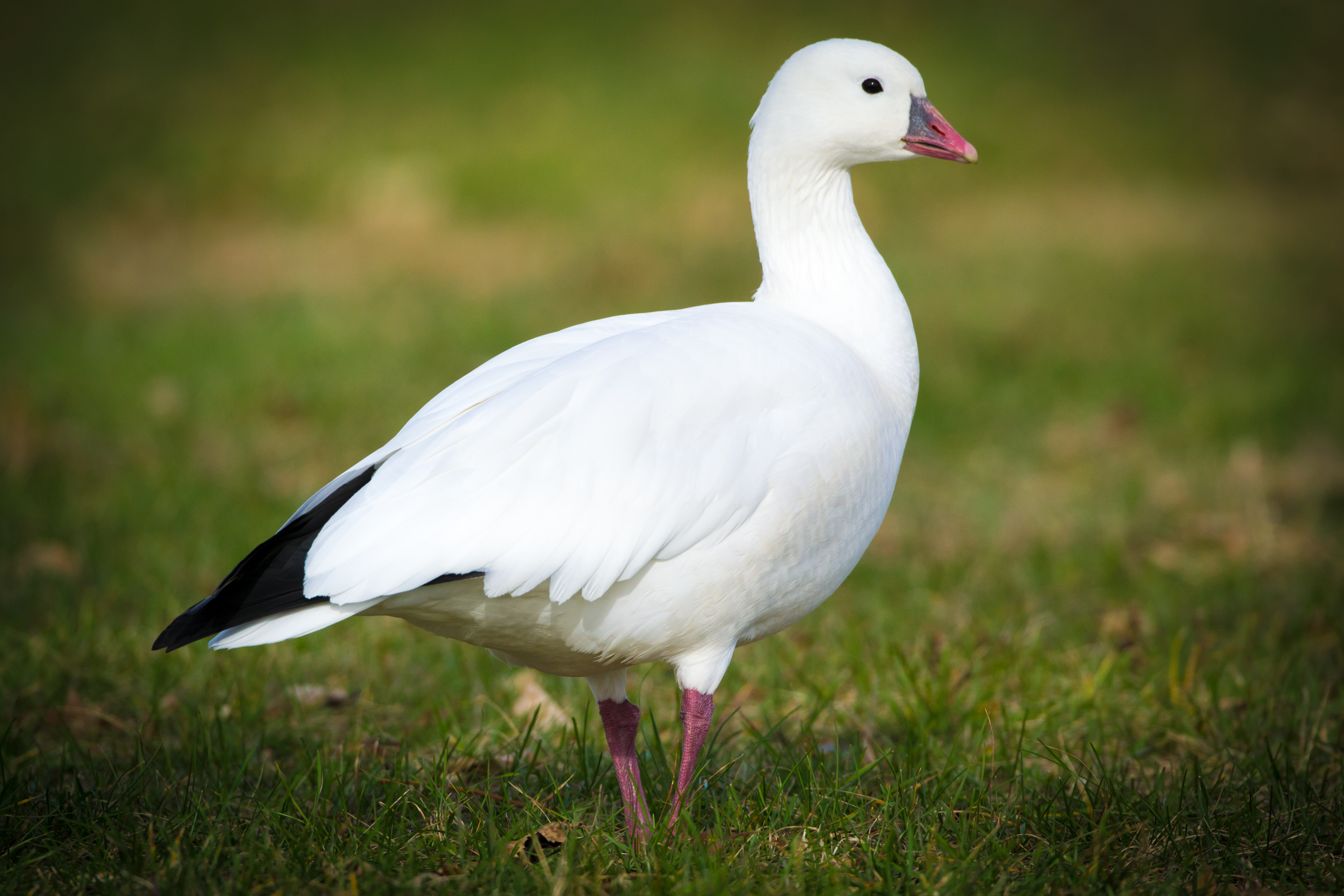
gâsca lui Ross (Anser rossii)
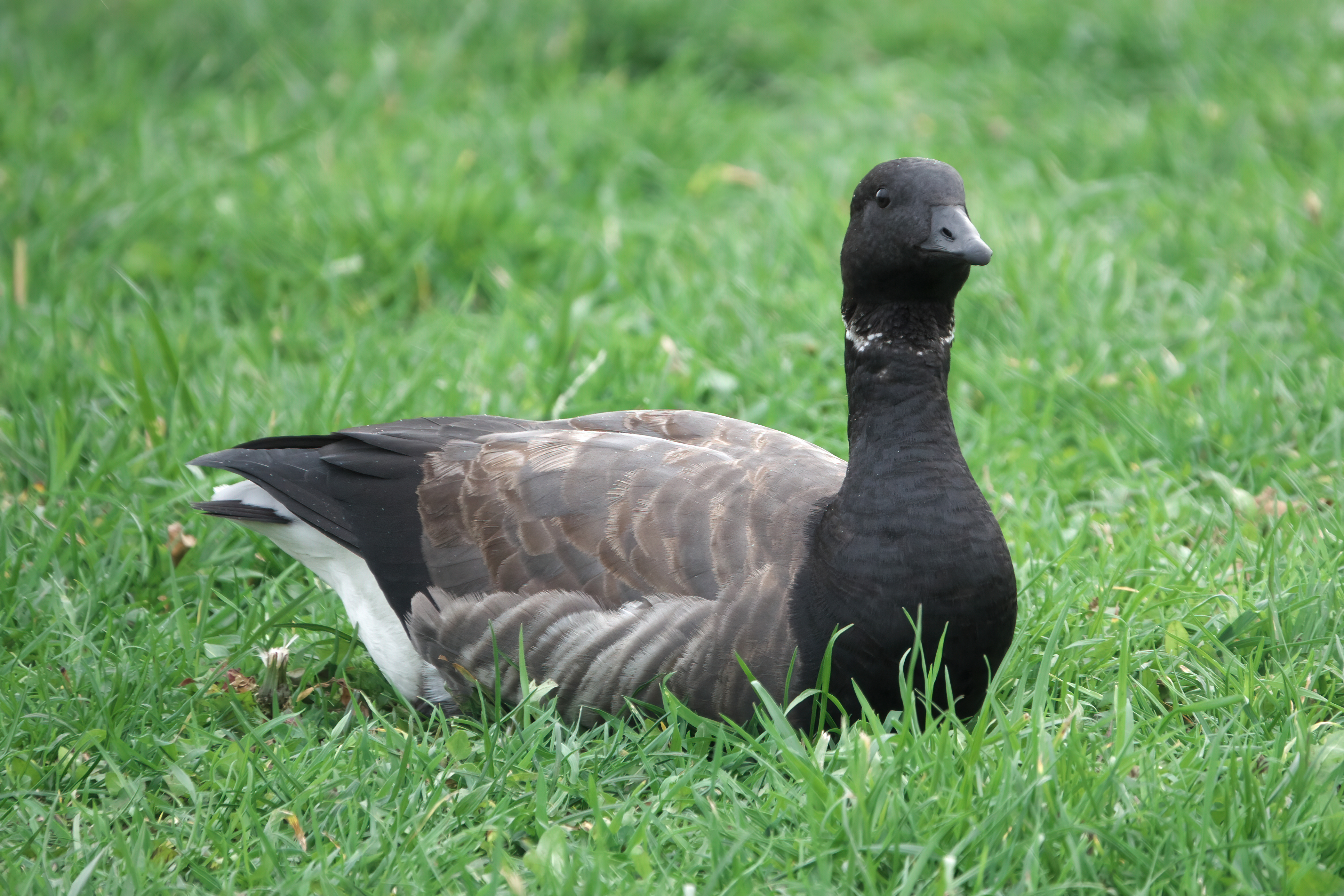
gâscă neagră (Branta bernicla)
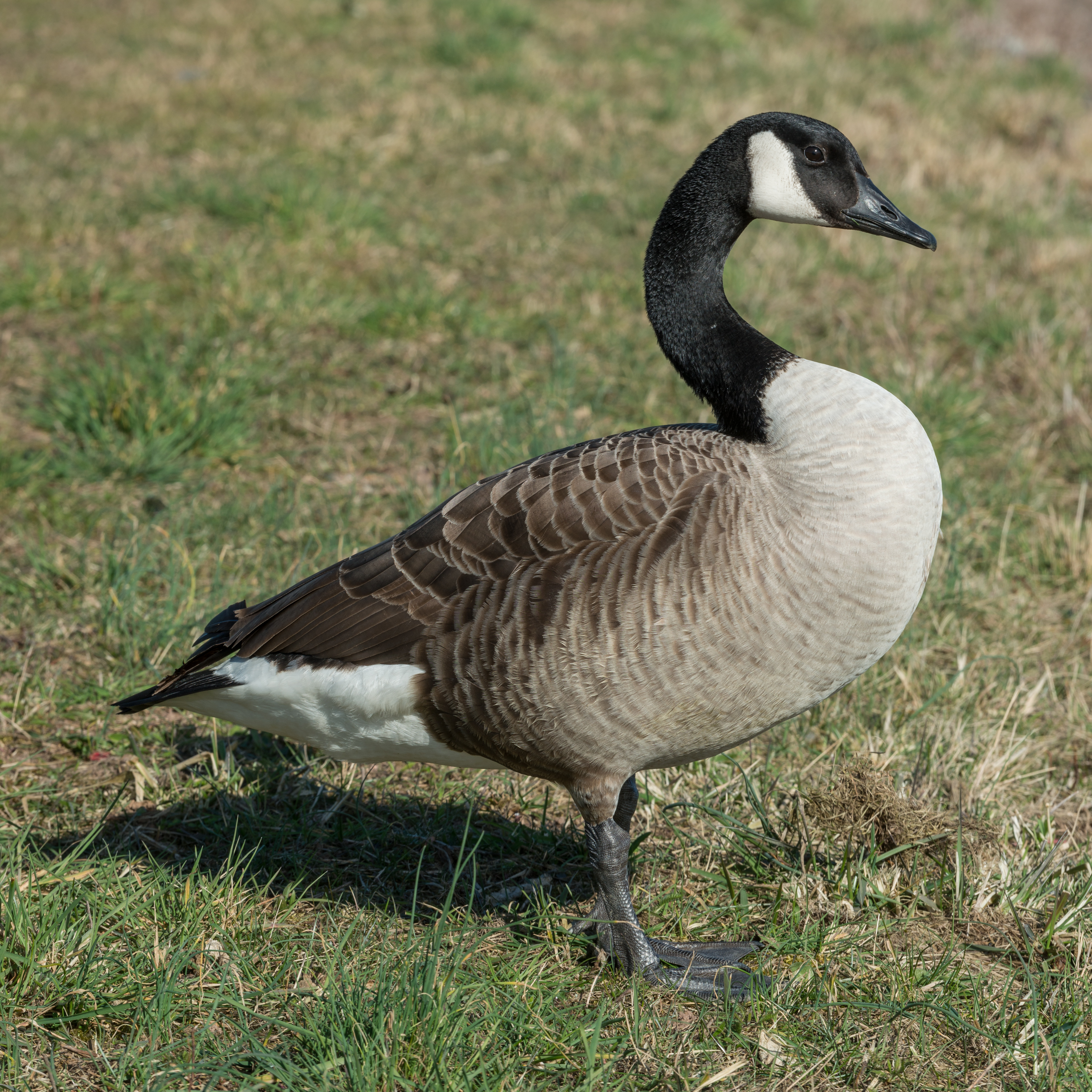
gâscă canadiană (Branta canadensis)
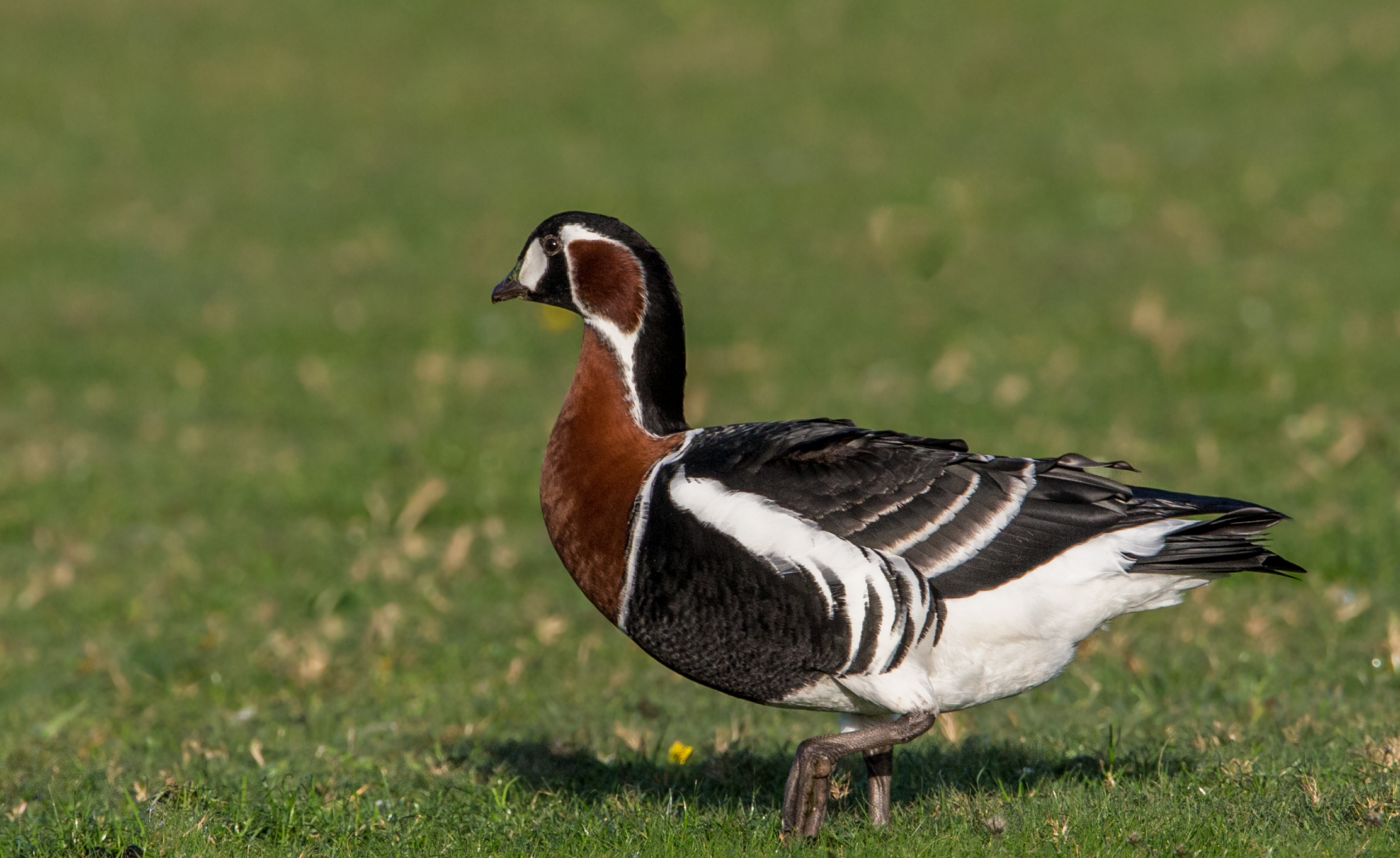
gâscă cu gât roșu (Branta ruficollis)
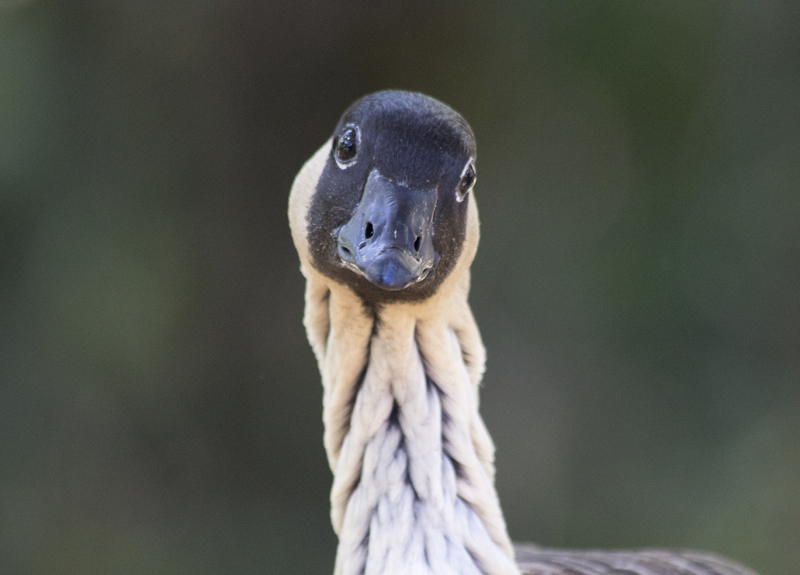
gâscă hawaiană (Branta sandvicensis)
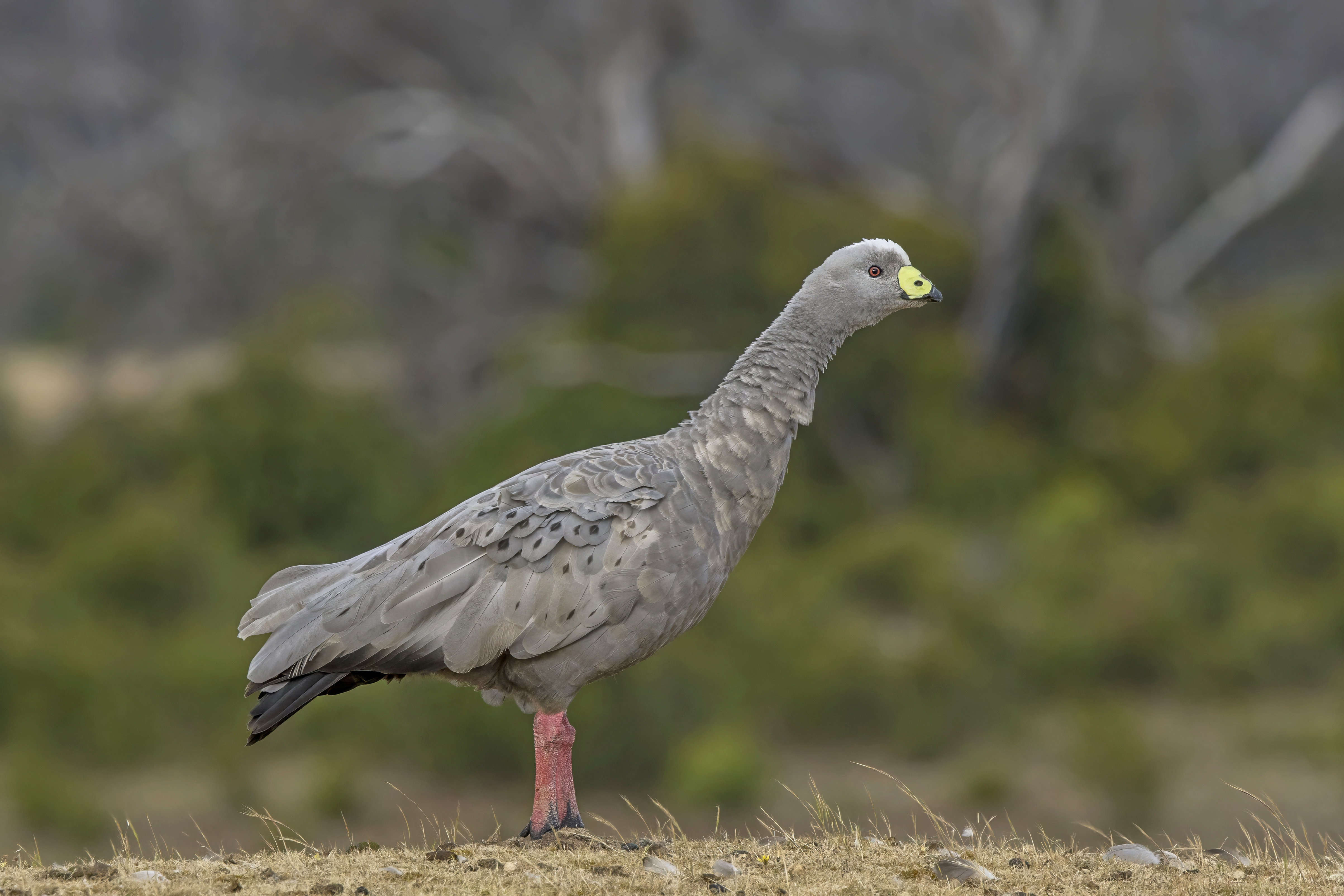
Cereopsis novaehollandiae